# Siekierki (województwo zachodniopomorskie)
Siekierki (niem. Zäckerick) – wieś w Polsce, położona w województwie zachodniopomorskim, w powiecie gryfińskim, w gminie Cedynia.
W latach 1975–1998 miejscowość należała do województwa szczecińskiego.

## Nazwa
12 listopada 1946 r. nadano miejscowości polską nazwę Siekierki.

## Historia

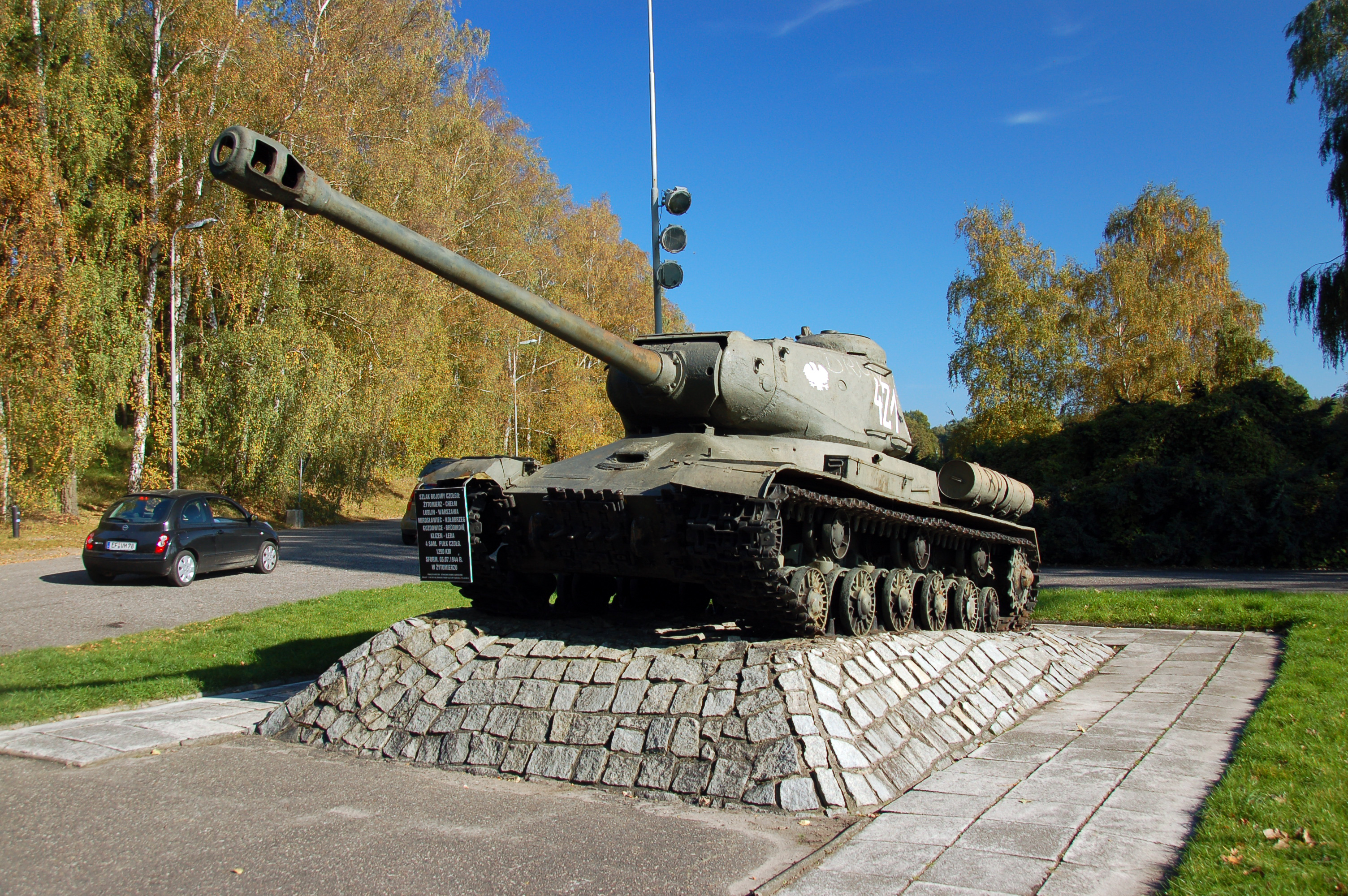
IS-2 w Siekierkach

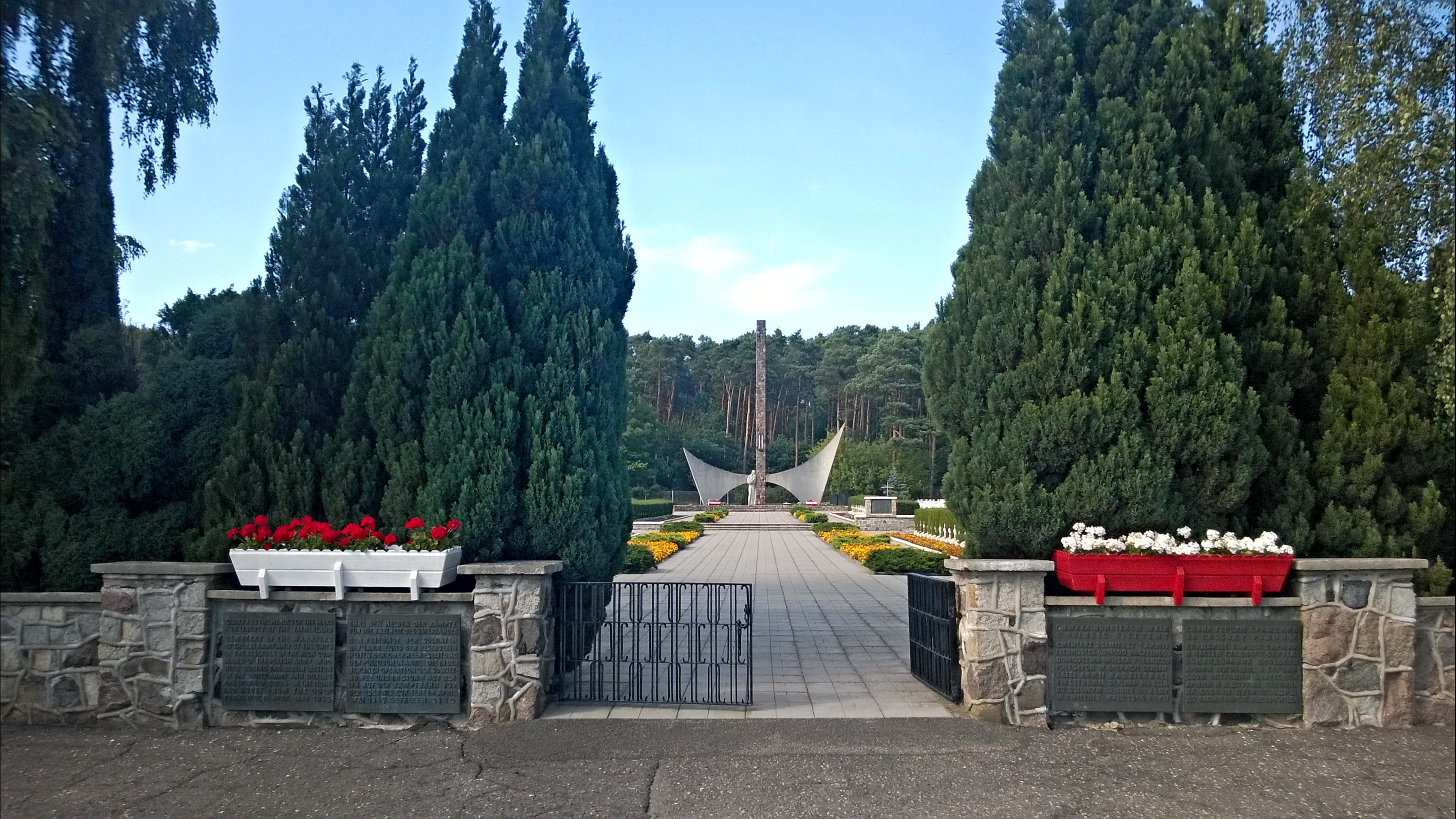
Cmentarz wojenny w pobliżu Siekierek

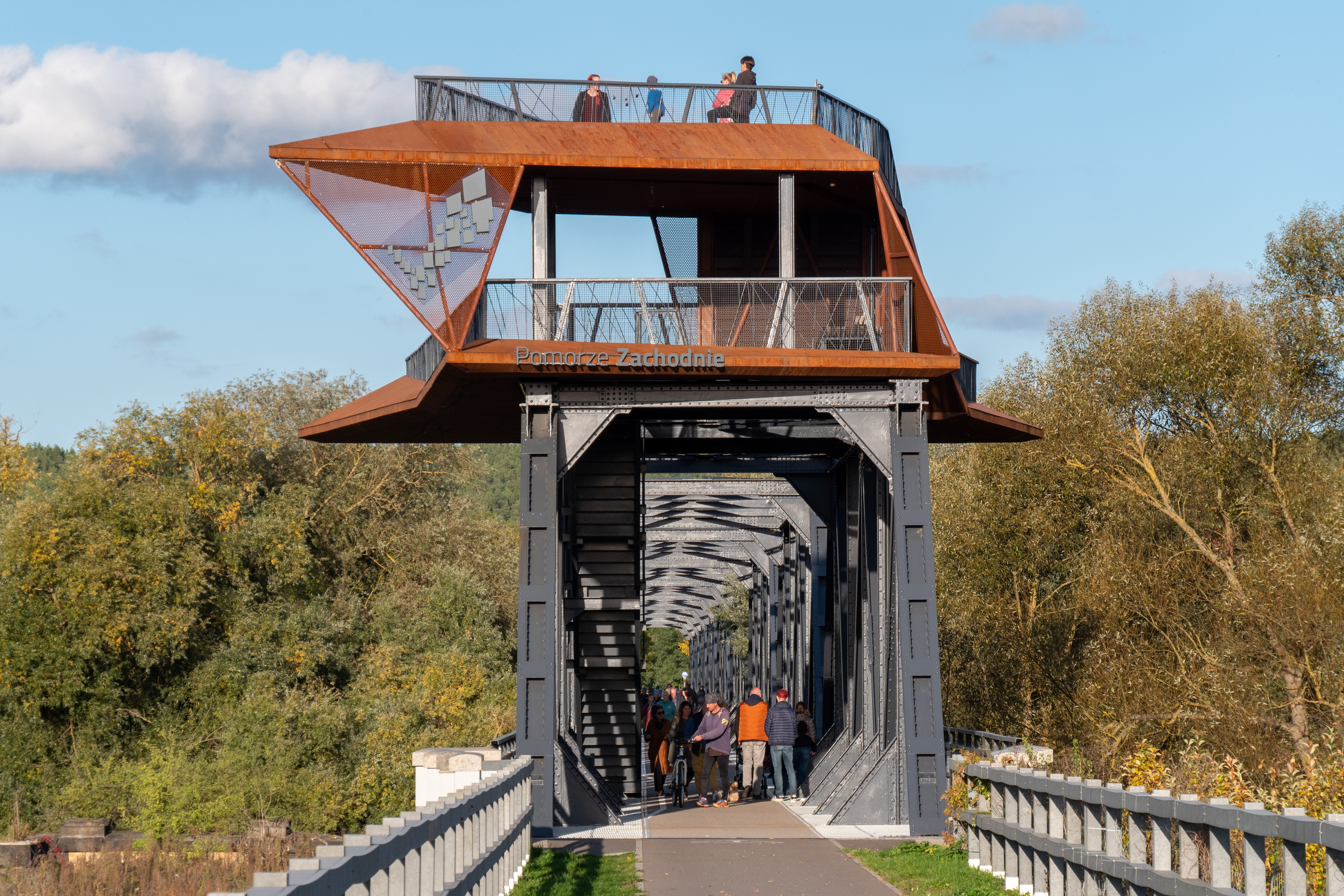
Taras widokowy na moście na Odrze

Osada o starej metryce, pierwszy raz wzmiankowana w 1365. Miejsce koncentracji 1 Armii Wojska Polskiego, która 16 kwietnia 1945 rozpoczęła forsowanie Odry i szturm na Berlin. Na fundamentach kościoła rozebranego w 1957 r. powstało w latach 1980–1990 Sanktuarium Nadodrzańskiej Królowej Pokoju.
Dwa kilometry na południe wielki cmentarz wojenny z prochami 1975 żołnierzy, nad cmentarzem wysoki obelisk z 1961 z dwoma mieczami i wizerunkiem matki tulącej dziecko, przy cmentarzu niewielkie Muzeum Walk nad Odrą.

## Demografia
W 2007 r. w miejscowości mieszkały 173 osoby. W kolejnych latach liczba mieszkańców wynosiła: w 2009 roku – 172 osoby, w 2010 roku – 164 osoby, w 2011 roku – 167 osób i w 2012 roku – 165 osób